# Смешанный язык
Сме́шанный язы́к — термин, обозначающий язык, возникший в условиях широко распространенного двуязычия. Основное отличие смешанного языка от пиджина в том, что при возникновении пиджина имеется языковой барьер — контактирующие люди не знают языка друг друга и вынуждены общаться на пиджине, чтобы решать общие вопросы. Смешанный же язык возникает в условиях полного двуязычия, когда представители группы достаточно хорошо владеют обоими языками, чтобы сопоставлять их элементы и заимствовать те или иные в новый стихийно конструируемый ими язык. При этом речь идет именно о создании языка (с фиксированными правилами, лексикой и т. д.), а не об обычном при двуязычии смешении кодов.

## Примеры «смешанных языков»
Сторонники понятия смешанного языка к его характерным примерам относят, например, русско-алеутский по происхождению медновский язык (язык алеутского населения и русских креолов острова Медный в России), мичиф (распространённый некогда в канадской провинции Манитоба, сложился на основе французского и кри), банги (Канада, на основе гэльского и кри), медиа ленгуа (Эквадор).
В полной мере смешанными считаются языки, сложившиеся на основе двух неблизкородственных языков. К смешанным языкам иногда также относят суржик, трасянку.
Как считается, появление «смешанного языка» становится ответом группы на её потребность в собственной идентичности; такой язык конструируется для внутригруппового общения. Например, медновский язык возник как следствие возникновения новой этнической группы — русских старожилов (креолов, потомков браков русских промышленников и алеуток). Русские старожилы имели в Российской империи более высокий социальный статус, чем коренное местное население. Возможно, язык возник и смог закрепиться на долгие годы именно как важный этнический маркер новой группы.
Смешанные языки были впервые выделены в работах П. Баккера (в его диссертации 1994 года и монографии 1997 года). Он же ввёл в оборот термин «смешанный язык» (англ. mixed language).

## Формирование «смешанных языков»
Формирование «смешанных языков» происходит обычно стремительно, в течение жизни одного-двух поколений.
Несколько огрубляя ситуацию, можно сказать, что одно поколение «изобретает» язык (продолжая говорить на двух других, из которых один является родным), для следующего поколения новый язык (смешанный) уже является родным и служит средством внутригруппового общения. «Родители» смешанного языка им тоже известны и используются при общении с другими группами; в дальнейшем один из языков-источников, как правило менее престижный, перестаёт употребляться; так, медновцы не знают «чистого» алеутского, английские цыгане не знают «настоящего» цыганского и т. д. (Вахтин, Головко, 2004; с. 156).

## Критика понятия «смешанного языка»
Российский языковед-компаративист Олег Мудрак отрицает возможность возникновения «смешанных языков»:
Смешения языков никогда не бывает, нельзя говорить, что один язык появился из-за смешения двух других языков, такого в природе не отмечено. Условно, если вы себе представите: взять телевизор SONY и телевизор „Изумруд“, половину деталей от одного и половину от другого, и собрать телевизор — это не будет работать. Это будет уже не телевизор. Радио, может, можно собрать, а телевизор — нельзя. Вот каждый язык — это отдельная система, которая сама по себе существует и развивается по своим собственным законам.
Известный государственный и политический деятель И. В. Сталин высказывался в таком же духе:
Совершенно неправильно было бы думать, что в результате скрещивания, скажем, двух языков получается новый, третий язык, не похожий ни на один из скрещенных языков и качественно отличающийся от каждого из них. На самом деле при скрещивании один из языков обычно выходит победителем, сохраняет свой грамматический строй, сохраняет свой основной словарный фонд и продолжает развиваться по внутренним законам своего развития, а другой язык теряет постепенно свое качество и постепенно отмирает. Следовательно, скрещивание дает не какой-то новый, третий язык, а сохраняет один из языков, сохраняет его грамматический строй и основной словарный фонд и дает ему возможность развиваться по внутренним законам своего развития. Правда, при этом происходит некоторое обогащение словарного состава победившего языка за счет побежденного языка, но это не ослабляет, а, наоборот, усиливает его.

## Список смешанных языков
- Айнийский язык (Китай)
- Алеутско-медновский язык (Россия)
- Англо-романи (Великобритания)
- Утуньхуа (Китай)
- Какчикель-киче (Гватемала)
- Кальявалья (Боливия)
- Кало (Испания)
- Камто (ЮАР)
- Ломаврен (Армения)
- Малави ломве (Малави)
- Мбугу (Танзания)
- Медиа-ленгуа (Эквадор)
- Мичиф (США)
- Нгулуван (Микронезия)
- Нко (Гвинея)
- Путешествующий датский (Дания)
- Путешествующий норвежский (Норвегия)
- Романо-греческий (Греция)
- Романо-сербский (Сербия)
- Руссеношк (Норвегия)
- Суржик (Украина)
- Таврингер романи (Швеция)
- Тагдал (Нигер)
- Трасянка (Беларусь)
- Шелта (Ирландия)
- Э (Китай)
- Эрроминчела (Испания, на основе баскского и цыганского)
- Янито (Гибралтар)
- Рунглиш (США)